# Голендри-Добровські
Голендри-Добровські (пол. Holendry Dobrowskie) — село в Польщі, у гміні Щавін-Косьцельни Ґостинінського повіту Мазовецького воєводства.
Населення — 40 осіб (2011).
У 19751998 роках село належало до Плоцького воєводства.

## Демографія
Демографічна структура станом на 31 березня 2011 року:
|          | Загалом | Допрацездатний вік | Працездатний вік | Постпрацездатний вік |
| -------- | ------- | ------------------ | ---------------- | -------------------- |
| Чоловіки | 20      | 0                  | 16               | 4                    |
| Жінки    | 20      | 1                  | 10               | 9                    |
| Разом    | 40      | 1                  | 26               | 13                   |